# PZL Bielsko SZD-36
Dimensions
Le planeur SZD-36 Cobra a été conçu par Okarmus et Mynarski pour le Championnat mondial des planeurs de 1970. Il en a été fabriqué 800, en Pologne, dans les usines de PZL-Bielsko. Il est basé sur le modèle précédent, le SZD-32 Foka 5, mais avec une roue rétractable et une aile à écoulement laminaire pour une meilleure finesse du profil. Le Cobra se plaça second et troisième lors du championnat de 1970. Il est très résistant et est toujours employé comme un avion de démonstration acrobatique.